# Kaillie Humphries
Kaillie Humphries, geborene Simundson (* 4. September 1985 in Calgary, Alberta) ist eine  bis 2018 kanadische, jetzt US-amerikanische Bobsportlerin. Sie ist insgesamt dreifache Olympiasiegerin, fünffache Weltmeisterin und vierfache Gesamtweltcupsiegerin.

## Werdegang
Kaillie Humphries lebt in ihrer Geburtsstadt Calgary und begann 2002 mit dem Bobsport. Sie trainierte auf der Bobbahn im Canada Olympic Park, ihr Trainer ist Stephan Bosch. 2003 schloss sie die National Sport School ab. Zunächst war sie drei Jahre Bremserin, bevor sie als Pilotin begann. Im Bob-Weltcup debütierte Humphries im November 2004 bei einem Rennen in Winterberg als Bremserin von Helen Upperton. In Cesana Torinese erreichten beide als Zehntplatzierte im Januar 2005 ihr erstes Top-Ten-Resultat. Im Dezember des Jahres verpassten sie als Viertplatzierte in Cortina d’Ampezzo ein erstes Podiumsresultat. 2006 gewann sie bei der Juniorenweltmeisterschaft in Igls Silber mit Helen Upperton. Ab der folgenden Saison startete die Kanadierin als Pilotin im Bob-Europacup. Gleich ihr erstes Rennen im Dezember 2006 in Igls konnte Humphries mit der Anschieberin Kaylyn Best gewinnen. Ein zweiter Sieg folgte im Januar 2007 in Winterberg, Bremserin war Nadine Walker. Einen Monat später bestritt sie an selber Stelle ihr erstes Weltcup-Rennen als Pilotin und kam auf den 14. Platz. Bei der Junioren-WM in Altenberg gewann sie wie im Vorjahr Silber, dieses Mal jedoch als Pilotin mit Jaime Cruickshank als Bremserin. Im November 2007 erreichte sie als Viertplatzierte mit Shelly-Ann Brown auf ihrer Heimbahn in Calgary erstmals ein Top-Ten-Resultat. In Lake Placid fuhr Humphries mit Brown erstmals aufs Podest. Erstes Großereignis wurde die Bob-Weltmeisterschaft 2008 in Altenberg. Im Zweierbob wurde Humphries mit Brown Fünfte, im Teamwettbewerb gewann sie mit der kanadischen Mannschaft hinter dem deutschen Team die Silbermedaille. Im Bob-Weltcup 2008/09 erreichte sie zwei zweite Plätze und wurde Siebte im Gesamtweltcup. Bei der Bob-Weltmeisterschaft 2009 in Lake Placid wurde sie erneut Fünfte.
Im Dezember 2009 gewann Humphries mit Heather Moyse in Altenberg erstmals ein Weltcuprennen. In den übrigen Saisonrennen platzierte sie sich immer unter den besten sechs und erreichte den zweiten Rang im Gesamtweltcup hinter Sandra Kiriasis. Bei den Olympischen Winterspielen 2010 im heimischen Vancouver gewannen Humphries und Moyse vor ihren Teamkolleginnen Helen Upperton und Shelley-Ann Brown sowie Erin Pac/Elana Meyers die Goldmedaille. Vor den Winterspielen hatte sie als einheimische Sportlerin deutlich mehr Trainingsläufe als die Konkurrentinnen auf der schwierigen Bahn absolvieren können. In der Folgesaison erreichte das Duo den dritten Platz im Gesamtweltcup und bei der Bob-Weltmeisterschaft 2011 am Königssee ebenfalls den Bronzerang. In der Saison 2011/12 folgten drei weitere Weltcup-Siege mit Anschieberin Emily Baadsvik und bei der Bob-Weltmeisterschaft 2012 in Lake Placid wurde Humphries gemeinsam mit Jennifer Ciochetti erstmals Weltmeisterin; zudem gewann sie Bronze im Teamwettbewerb. Im Bob-Weltcup 2012/13 belegte Humphries in allen neun Saisonrennen Podestplatzierungen, darunter sechs Siege, und gewann dadurch überlegen die Gesamtwertung vor Sandra Kiriasis und Cathleen Martini. Sie verteidigte außerdem mit Chelsea Valois ihren Titel bei der Weltmeisterschaft in St. Moritz und gewann mit der Mannschaft erneut die Bronzemedaille. Im Winter 2013/14 folgten drei weitere Weltcupsiege mit Heather Moyse und Humphries gewann zum zweiten Mal in Folge den Gesamtweltcup. Zum Abschluss der Saison gewann das Duo Humphries/Moyse in Sotschi erneut Gold bei den Olympischen Spielen und ließ dabei die US-amerikanischen Teams Meyers/Williams sowie Greubel/Evans hinter sich.
Zur Saison 2014/15 öffnete der internationale Bobverband die Viererbobwettbewerbe für gemischte Teams und Kaillie Humphries wurde neben Elana Meyers Taylor die erste Pilotin, die an internationalen Rennen im Viererbob teilnahm. Nach Starts beim Nordamerikacup, wo sie unter anderem einen zweiten Rang einfuhr, durfte sie im Dezember 2014 auch im Weltcup im Viererbob an den Start gehen und wurde in ihrem ersten Rennen in Calgary 15. Es folgten fünf weitere Einsätze mit einem 14. Rang in Sotschi als bestes Saisonresultat. Im Zweierbob platzierte sie sich viermal auf dem Podest und wurde hinter Meyers Taylor Zweite im Gesamtklassement. Bei der Weltmeisterschaft in Winterberg wurde sie Siebte im Zweier, Vierte mit dem Team und 27. im Viererbob. In der Saison 2015/16 fuhr Humphries in allen acht Saisonrennen des Weltcups auf das Podest, holte dabei vier Siege und gewann den Gesamtweltcup mit deutlichem Vorsprung vor Jamie Greubel Poser. Bei der Weltmeisterschaft in Igls gewann sie mit ihrer Stammanschieberin Melissa Lotholz Silber im Zweierbob und wurde Fünfte im Teamwettbewerb.
Seit der Weltcup-Saison 2019/20 startet die gebürtige Kanadierin für den Bob- und Skeletonverband der USA. Der Trennung war eine Belästigungsklage durch Humphries gegen einen Trainer beim kanadischen Verband vorausgegangen. Auch unter US-amerikanischer Flagge gehörte Humphries zur absoluten Weltspitze und feierte einige Weltcupsiege. Bis zu ihrer Einbürgerung im Dezember 2021 startete sie für die USA mit einer Sondergenehmigung.

## Privates
Humphries heiratete 2007 den britisch-kanadischen Bobfahrer Dan Humphries. Mittlerweile ist das Paar geschieden. 2019 heiratete sie den US-amerikanischen Bobpiloten Travis Armbruster.

## Erfolge

### Weltcupsiege Monobob
| Nr. | Datum         | Ort       | Bahn                                 |
| --- | ------------- | --------- | ------------------------------------ |
| 01. | 2. Dez. 2022  | Park City | Bobbahn Park City                    |
| 02. | 14. Jan. 2023 | Altenberg | Rennschlitten- und Bobbahn Altenberg |
| 03. | 21. Jan. 2023 | Altenberg | Rennschlitten- und Bobbahn Altenberg |
| 04. | 18. Feb. 2023 | Sigulda   | Rennrodel- und Bobbahn Sigulda       |

### Weltcupsiege Zweierbob
| Nr. | Datum         | Ort            | Bahn                                              |
| --- | ------------- | -------------- | ------------------------------------------------- |
| 01. | 19. Dez. 2009 | Altenberg      | Rennschlitten- und Bobbahn Altenberg              |
| 02. | 19. Dez. 2011 | La Plagne      | Piste de La Plagne                                |
| 03. | 3. Feb. 2012  | Whistler       | Whistler Sliding Centre                           |
| 04. | 10. Feb. 2012 | Calgary        | Bob- und Rennschlittenbahn im Canada Olympic Park |
| 05. | 9. Nov. 2012  | Lake Placid    | Olympia-Bobbahn Lake Placid                       |
| 06. | 17. Nov. 2012 | Park City      | Bobbahn Park City                                 |
| 07. | 24. Nov. 2012 | Whistler       | Whistler Sliding Centre                           |
| 08. | 8. Dez. 2012  | Winterberg     | Bobbahn Winterberg                                |
| 09. | 14. Dez. 2012 | La Plagne      | Bob- und Rennschlittenbahn La Plagne              |
| 10. | 11. Jan. 2013 | Königssee      | Kombinierte Kunsteisbahn am Königssee             |
| 11. | 30. Nov. 2013 | Calgary        | Bob- und Rennschlittenbahn im Canada Olympic Park |
| 12. | 14. Dez. 2013 | Lake Placid    | Olympia-Bobbahn Lake Placid                       |
| 13. | 11. Jan. 2014 | St. Moritz     | Olympia Bob Run St. Moritz–Celerina               |
| 14. | 27. Nov. 2015 | Altenberg      | Rennschlitten- und Bobbahn Altenberg              |
| 15. | 11. Dez. 2015 | Königssee      | Kombinierte Kunsteisbahn am Königssee             |
| 16. | 15. Jan. 2016 | Park City      | Bobbahn Park City                                 |
| 17. | 23. Jan. 2016 | Whistler       | Whistler Sliding Centre                           |
| 18. | 3. Dez. 2016  | Whistler       | Whistler Sliding Centre                           |
| 19. | 6. Jan. 2017  | Altenberg      | Rennschlitten- und Bobbahn Altenberg              |
| 20. | 9. Nov. 2017  | Lake Placid    | Olympia-Bobbahn Lake Placid                       |
| 21. | 25. Nov. 2017 | Whistler       | Whistler Sliding Centre                           |
| 22. | 6. Jan. 2018  | Altenberg      | Rennschlitten- und Bobbahn Altenberg              |
| 23. | 7. Dez. 2019  | Lake Placid    | Olympia-Bobbahn Lake Placid                       |
| 24. | 14. Dez. 2019 | Lake Placid    | Olympia-Bobbahn Lake Placid                       |
| 25. | 25. Jan. 2020 | Königssee      | Kombinierte Kunsteisbahn am Königssee             |
| 26. | 1. Feb. 2020  | St. Moritz     | Olympia Bob Run St. Moritz–Celerina               |
| 27. | 30. Jan. 2021 | Innsbruck-Igls | Olympia Eiskanal Igls                             |
| 28. | 4. Dez. 2021  | Altenberg      | Rennschlitten- und Bobbahn Altenberg              |
| 29. | 18. Dez. 2022 | Lake Placid    | Olympia-Bobbahn Lake Placid                       |
| 30. | 22. Jan. 2023 | Altenberg      | Rennschlitten- und Bobbahn Altenberg              |